# 스미요시히가시역
스미요시히가시역(일본어: 住吉東駅, すみよしひがしえき)은 일본 오사카부 오사카시 스미요시구에 있는 난카이 전기철도 고야 선의 역이다. 역 번호는 NK52이다.
역장이 배치되어 시오미바시 역 ~ 니시텐가차야 역간 데즈카야마 역 ~ 아비코마에 역간 각 역을 관할하고 있다.

## 역 구조
상대식 승강장 2면 2선의 플랫폼 사이에 통과선 2개를 갖고 대피 설비를 갖춘 지평역이다. 개찰은 행선지별 플랫폼마다 독립되어 있어 입장 후로부터 건너편끼리의 이동은 어렵다. 승강장에서 지표까지는 각 승강장마다 슬로프가 설치되어 있으며 개찰 외 통로를 겸한 지하도가 역 시설로서 계단만 설치되어 있다.
대피 설비는 거의 종일에 걸쳐서 특급・급행・구간급행・준급행의 통과 대기에 사용된다. 고야산 방향에는 건늠선이 있다. 통과선이 있는 관계로, 고야산 방면 승강장이 1번 선, 난바 방면 승강장이 4번 선이다.

### 승강장
| 번호 | 노선    | 방향 | 행선        |
| ---- | ------- | ---- | ----------- |
| 1    | 고야 선 | 하행 | 고야산 방면 |
| 4    | 고야 선 | 상행 | 난바 방면   |

- 2,3번 선은 플랫폼이 없는 통과선이 없는 관계로 결번이다.

## 역 주변
스미요시다이샤는 역 서쪽에 위치한다. 역 서쪽에는 구마노 가도가 달리고, 고야 선을 낀 역 동쪽에는 시영 스미요시 주택이 들어서 있다. 또한, 역의 북쪽에는 한카이 전기궤도 우에마치 선의 가미노키 정류장이 있다.
- 오사카 스미요시초 우체국
- 쇼곤조도지
- 도후쿠지

## 역사
- 1900년
  - 9월 3일: 고야 철도의 도톤보리(현, 시오미바시) ~ 오쇼지(현, 사카이히가시) 역간 연장 개통에 따라 스미요시역으로 영업 개시.
  - 9월 11일: 스미요시히가시역으로 역명 변경.
- 1907년 11월 15일: 회사 합병에 의한 고야 등산 철도 역이 됨.
- 1915년 4월 30일: 회사명 변경에 의한 오사카 고야 철도 역이 됨.
- 1922년 9월 6일: 회사 합병으로 난카이 철도의 역이 됨.
- 1944년 6월 1일: 회사 합병으로 긴키 닛폰 철도의 역이 됨.
- 1947년 6월 1일: 노선 양도로 인한 난카이 전기철도의 역이 됨.
- 1968년: 급행 정차역에서 각역정차만 정차역이 됨.
- 1970년 11월 23일: 시오미바시 선 회차 열차의 발착 폐지.

## 사진

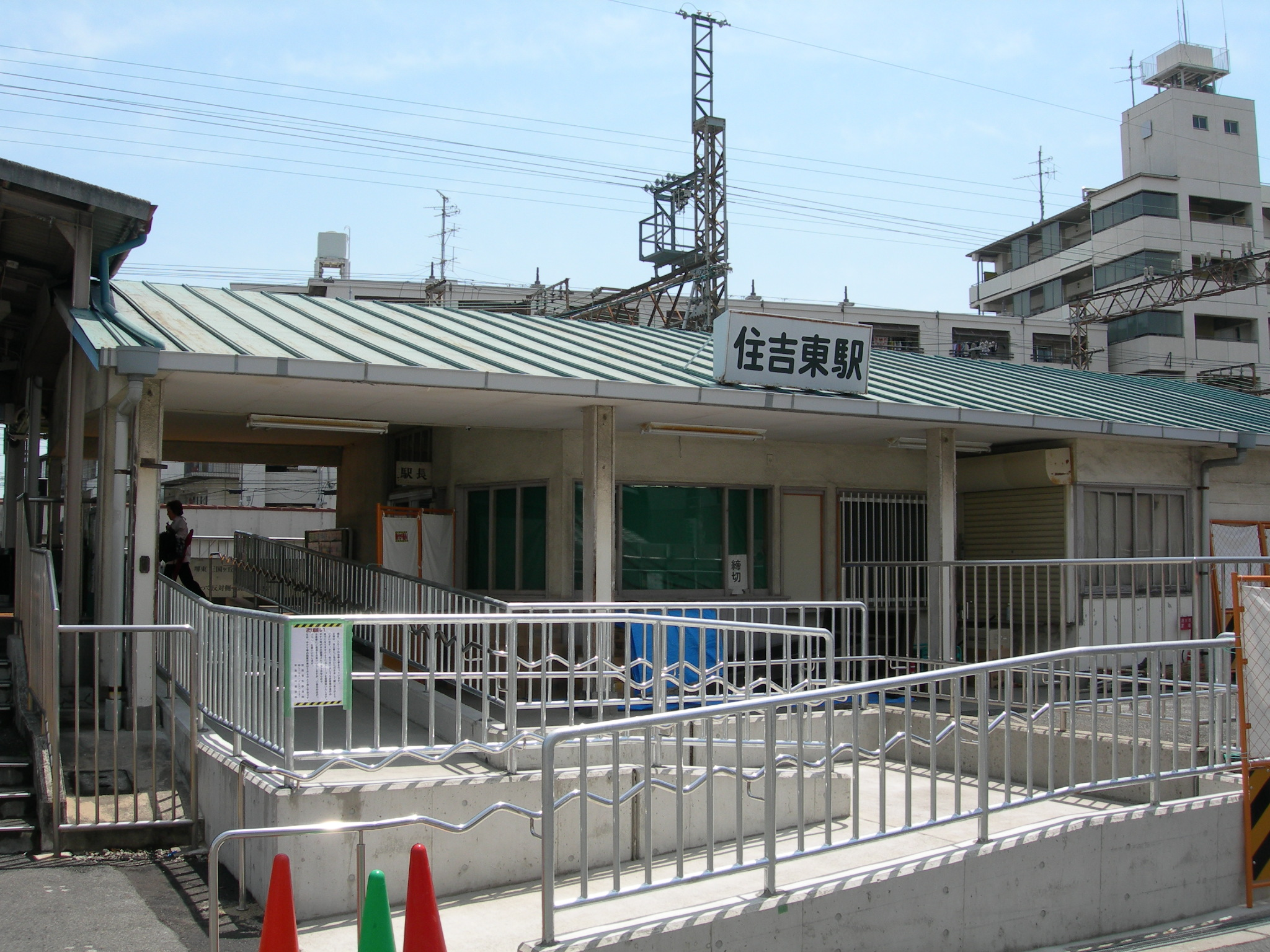
서쪽 역사
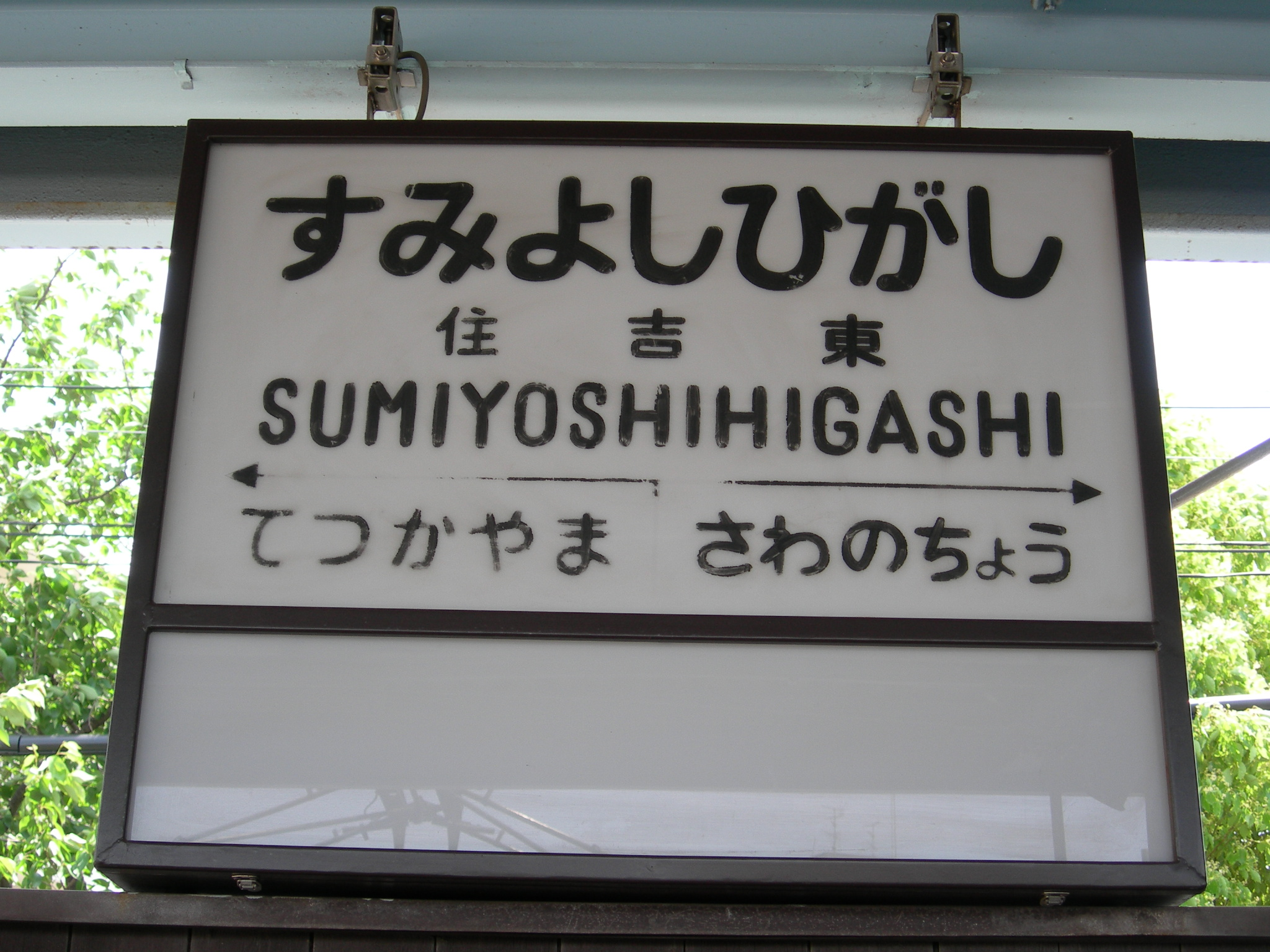
역명판

## 인접역
| 난카이 전기철도 고야 선   | 난카이 전기철도 고야 선 | 난카이 전기철도 고야 선         |
| ------------------------- | ----------------------- | ------------------------------- |
| NK51 데즈카야마 난바 방면 | ■ 각역정차              | 사와노초 NK53 고쿠라쿠바시 방면 |